# Mathew Lindsay
Mathew Lindsay (* 29. Januar 1990 in Newcastle) ist ein australischer Eishockeyspieler, der seit 2022 bei den Central Coast Rhinos in der Australian Ice Hockey League unter Vertrag steht.

## Karriere
Mathew Lindsay begann seine Karriere als Eishockeyspieler bei den Newcastle North Stars, für die er von Spielzeit 2008 bis 2019 in der Australian Ice Hockey League spielt. Zeitweise wurde er auch in der zweiten Mannschaft des Klubs in der zweitklassigen ECSL eingesetzt und konnte diese Spielklasse 2012 gewinnen. Lediglich im Südhalbkugelsommer 2009/10 spielte er für das Team des Northland Colleges in der Division III der US-amerikanischen National Collegiate Athletic Association. Mit den Nordsternen aus seiner Geburtsstadt gewann er 2008, 2015 und 2016 den Goodall Cup, die australische Landesmeisterschaft. 2009 (V.I.P.-Cup), 2010 und 2015 (H. Newman Reid Trophy) gewann er mit seinem Team auch die Trophäe für den Hauptrundensieg. 2022 wechselte er zu den Central Coast Rhinos, die nach 14 Jahren in die Australian Ice Hockey League zurückgekehrt waren.

### International
Im Juniorenbereich nahm Lindsey für Australien an der U18-Weltmeisterschaft 2008 in der Division II sowie der U20-Weltmeisterschaft 2010, als er zum besten Spieler seiner Mannschaft gewählt wurde, in der Division III teil.
Für die Herren-Nationalmannschaft stand er erstmals im Alter von 26 Jahren bei der Weltmeisterschaft 2016 auf dem Eis, als dem Team der Aufstieg von der B- in die A-Gruppe der Division II gelang. Auch 2017, 2018 und 2019 spielte er in der Division II.

## Erfolge und Auszeichnungen
- 2008 Goodall-Cup-Gewinn mit den Newcastle North Stars
- 2009 V.I.P.-Cup-Sieg mit den Newcastle North Stars
- 2010 Gewinn der H. Newman Read Trophy mit den Newcastle North Stars
- 2010 Aufstieg in die Division II bei der U20-Weltmeisterschaft der Division III
- 2012 Gewinn der ECSL mit den Newcastle North Stars
- 2015 Gewinn des Goodall Cups und der H. Newman Read Trophy mit den Newcastle North Stars
- 2016 Aufstieg in die Division II, Gruppe A, bei der Weltmeisterschaft der Division II, Gruppe B
- 2016 Gewinn des Goodall Cups mit den Newcastle North Stars